# Гласис

На схеме гласис обозначен зелёным, и на него указывают стрелки.

Гла́сис (фр. glacis — скат, откос, от лат. glatia — покатость, гладкая длинная отлогость):
- пологая земляная насыпь перед наружным рвом крепости (укрепления), возводимая с целью улучшения условий обстрела впереди лежащей местности, маскировки и защиты крепости (укрепления).
- невысокая защита из броневых плит вокруг люков, паровых машин, дымовых труб, вентиляторов и прочего на кораблях.

В другом источнике указано, что Гла́сис (м., воен.):
- всё пространство перед крепостным рвом, в поле, на пушечный выстрел;
- крепостная чисть[1] (чистое[2] пространство перед крепостью).

## Фортификационный термин
Фортификационный термин, сохранившийся в долговременной фортификации, — Гласис называл насыпь (земляная насыпь за контрэскарпом рва), треугольного профиля, непосредственно примыкающую к внешнему краю (гребню контрэскарпа) рва укреплений. В полевых укреплениях высоту и скат гласиса делали так, что он способствовал уничтожению ближайшего мёртвого пространства, подводил противника под огонь и маскировал укрепление. Поверхность гласиса спускалась весьма полого (с падением до 1/20 и менее). Гласис предназначался для подведения ближайшей к укреплению местность под выстрелы с вала укрепления, с целью улучшения условий обстрела впереди лежащей местности, а также для увеличения контрэскарпа, маскировки и защиты собой самого укрепления. Иногда при строительстве укреплений устраивали впереди гласиса ещё другой, называемый тогда передовым гласисом. И тот, и другой гласисы могли быть приспособлены к обороне (Оборонительный гласис). В русских крепостях главный вал иногда делался гласисообразного профиля, что обеспечивало обстрел фронтальным огнём дна наружного рва.
В 1930-х годах гласис долговременных укреплений выполнял следующие задачи:
- служил стрелковой позицией для обороны;
- закрывал прикрытый путь, расположенный за ним;
- прикрывал искусственное препятствие в наружном рву[6].

## В архитектуре
В архитектуре — незастраиваемое пространство перед крепостью, впереди земляной насыпи или на её месте, если она уничтожена. В процессе развития города из крепости гласис превращается обычно в сад или площадь (например, в Санкт-Петербурге площади Адмиралтейская и Сенатская разбиты на месте рвов и гласиса Адмиралтейской верфи-крепости XVIII века, а Александровский парк на месте гласиса Петропавловской крепости) .